# 점암초등학교 신안분교
점암초등학교 신안분교는 대한민국 전라남도 고흥군에 있었던 공립 초등학교이다.

## 학교 연혁
- 1946년 6월 1일 : 점암국민학교 신안분교장로 개교
- 1948년 5월 5일 : 본교로 승격
- 1996년 3월 1일 : 점암초등학교 신안분교로 변경
- 2019년 8월 31일 : 폐교

## 참고 자료
- 점암초등학교신안분교장 - 한국교육학술정보원 학교알리미